# Abbazia di Sant'Angelo de Ursaria
L'Abbazia di Sant'Angelo de Ursaria è un luogo di culto ubicato nel comune di Orsara di Puglia.

## Storia
Il primo nucleo del monastero risalirebbe all'VIII secolo, fu edificato in una zona chiamata Ursaria in quanto riserva di caccia.
L’abbazia viene citata per la prima volta in un documento del 1125. Il complesso monastico fu costruito al di sopra di una grotta dedicata all’Arcangelo San Michele. Inizialmente si insediarono monaci basiliani poi gli appartenenti dell'ordine di San Benedetto e successivamente monaci spagnoli, come attestato nella bolla del pontefice Gregorio IX del 1229 con la quale il monastero fu affidato all’Ordine di Calatrava diventando la sede dell’ordine spagnolo in Italia. La loro presenza è attestata fino al 1294.
Nel febbraio 1295 il Papa Bonifacio VIII concesse l'abbazia all'arcivescovo di Trani Filippo.

## Descrizione
Il complesso abbaziale comprende la grotta di San Michele, la Cappella dell’Annunziata e la chiesa del San Pellegrino. La grotta si presume sia stata scavata intorno al 200 d. C. alla quale si accede tramite la cosiddetta “scalinata sacra”. Essa era una tappa per raggiungere il Santuario di San Michele Arcangelo.
L’abbazia è stata oggetto di interventi di restauro e consolidamento.